# Графи Булонські
Графи Булонські (фр. Comtes de Boulogne) — титул правителів Булонського графства у північній Франції, на узбережжі Ла-Маншу.

## Перші графи
Імена перших правителів Булоні складно встановити через часті набіги вікінгів на узбережжі Ла-Маншу, в результаті яких місто неодноразово переходило з рук у руки, горіло та руйнувалось. Першими достовірно відомими графами є такі:
- бл. 853—859: Енгішолк;
- 886—896: Ершенгер.

## Фландрський дім. Булонська лінія
- 896—918: Бодуен I Лисий († 918), граф Фландрії (з 879 року), у 896 році захопив місто Булонь;
- 918—935: Адалульф († 935), син попереднього;
- 935—964: Арнульф I Великий (888—964), брат попереднього, граф Фландрії (з 918);
- 964—971: Арнульф II († 971), син Адалульфа;
- 971—990: Арнульф III († 990), син попереднього;
- 990—1033: Бодуен II († 1033), син попереднього;
- 1033—1049: Євстахій I (бл. 995—1049), син попереднього;
- 1049—1088: Євстахій II (бл. 1020—1088), син попереднього;
- 1088—1125: Євстахій III (бл. 1056—1125), син попереднього;
- 1125—1151: Матильда Булонська (бл. 1116—1151), дочка попереднього,

одружена (1125) зі Стефаном Блуаським (бл. 1097—1154), графом де Мортен і королем Англії;

## Дім де Блуа-Шампань
- 1151—1153: Євстахій IV (1127—1153), граф де Мортен (1135—1141), син попередніх;
- 1153—1159: Вільгельм Блуаський (1134—1159), граф де Мортен, брат попереднього;
- 1159—1170: Марія Булонська († 1180), сестра попереднього,

одружена (1160) з Матьє Ельзаським (бл. 1140—1173), сином Тьєрі Ельзаського, графа Фландрії.

## Лотарінгський дім
- 1160—1173: Матьє Ельзаський (бл. 1140—1173), син Тьєрі Ельзаського, графа Фландрії, чоловік попередньої;
- 1173—1216: Іда Лотарінгська (1160/61—1216), дочка попередніх,

одоужена з:
1. (1181) Жераром Гелдернським († 1181), сином Генріха I, графа Гелдерна;
2. (1183) Бертольдом IV Царінгеном († 1186), герцогом Царінген (з 1152);
3. (1190) Рено де Даммартеном (бл. 1165—1227), графом де Даммартеном (1200—1214), графом Омальським (1204—1214).

## Дім де Даммартен

Герб дому де Даммартен

- 1190—1216: Рено де Даммартен (бл. 1165—1227), граф Даммартенський (1200—1214), граф Омальський (1204—1214), чоловік попередньої;
- 1216—1260: Матильда Даммартенська († 1260), графиня Омальська і графиня Даммартенська, дочка попередніх,

одружена з:
1. (1218) Філіпом Юрпелем (1200—1234), графом де Клермон, сином Філіпа II Августа, короля Франції;
2. (1235, розл. у 1253) Афонсу III (1210—1279), королем Португалії (з 1247).

## Брабантський дім
Після смерті Матильди де Даммартен на титул графа Булонського висунули претензії кілька претендентів:
- Аделаїда Брабантська (1190—1265), дочка Генріха I, герцога Брабанту, й Матильди Булонської, молодшої дочки Матьє Ельзаського, графа Булоні, й Марії де Блуа, графині Булоні;
- Генріх III (1231—1261), герцог Брабанту (з 1248), онук Генріха I, герцога Брабанту, й Матильди Булонської, племінник попередньої;
- Жанна де Даммартен (1220—1278), графиня Омальська (з 1238), племінниця Рено де Даммартена, графа Булоні;
- Людовік IX (1214—1270), король Франції (з 1226), племінник Філіпа Юрпеля, графа Булоні.

Після розгляду справи про Булонську спадщину Паризьким парламентом, спадкоємицею графства була визнана Аделаїда Брабантська.
- 1260—1265: Аделаїда Брабантська (1190—1265),

одружена з:
1. (1206) Арнольдом III († 1221), графом Лооз;
2. (1225) Гільйомом X (1195—1247), графом Овернським (з 1224).

## Овернський дім

Герб графів Овернських

- 1265—1277: Робер V Овернський (1225—1277), граф Оверні (з 1247), син попередніх;
- 1277—1280: Гільйом XI Овернський († 1280), граф Оверні, син попереднього;
- 1280—1314: Робер VI Овернський (1250—1314), граф Оверні, брат попереднього;
- 1314—1325: Робер VII Овернський (1282—1325), граф Оверні, син попереднього;
- 1325—1332: Гильом XII Овернський (1300—1332), граф Оверні, син попереднього;
- 1332—1360: Жанна I Овернська (1326—1360), графиня Оверні, дочка попереднього,

одружена з:
1. (1338) Філіпом Бургундським (1323—1346), сином Еда IV, герцога Бургундії;
2. (1350) Іоанном II Добрим (1319—1364), королем Франції (з 1350).

## Династія Капетингів. Бургундський дім

Герб герцогів Бургундських

- 1360—1361: Філіп III Руврський (1346—1361), син Жанни I Овернської й Філіпа Бургундського.

## Овернський дім
- 1361—1386: Жан I Овернський († 1386), граф Оверні, син Робера VII Овернського;
- 1386—1404: Жан II Овернський († 1404), граф Оверні, син попереднього;
- 1404—1424: Жанна II Овернська (1378—1424), графиня Оверні, дочка попереднього,

одружена з:
1. (1389) Жаном I (1340—1416), герцогом Беррійським (з 1360), сином Іоанна II Доброго, короля Франції;
2. (1419) Жоржем де ла Тремуйлем (1382—1446), графом де Гіном (з 1398);

- 1424—1437: Марія Овернська (1376—1437), двоюрідна сестра попередньої, дочка Годфруа Овернського († 1385), сеньйора де Монгаскона,

одружена (1389) з Бертраном IV († 1423), сеньйором де Ла Тур.

## Дім деЛа Тур-д’Овернь

Герб дому де Ла Тур-д'Овернь

- 1437—1461: Бертран V де Ла Тур-д'Овернь († 1461), граф Оверні, син попередніх;
- 1461—1477: Бертран VI де Ла Тур-д'Овернь (1417—1497), граф Оверні, син попереднього.

У 1477 році Бертран VI де Ла Тур поступився графством Булонським французькому королю Людовіку XII, в обмін на територію Лораге. Булонь увійшла до складу королівського домену.